# Dalatjärnarna (Tännäs socken, Härjedalen, 695497-133508)
Dalatjärnarna är en sjö i Härjedalens kommun i Härjedalen och ingår i Ljusnans huvudavrinningsområde. Sjön har en area på 0,105 kvadratkilometer och ligger 810,5 meter över havet.

## Delavrinningsområde
Dalatjärnarna ingår i det delavrinningsområde (695415-133517) som SMHI kallar för Mynnar i Mittån. Medelhöjden är 832 meter över havet och ytan är 7,61 kvadratkilometer. Räknas de 4 avrinningsområdena uppströms in blir den ackumulerade arean 17,68 kvadratkilometer. Vattendraget som avvattnar avrinningsområdet har biflödesordning 3, vilket innebär att vattnet flödar genom totalt 3 vattendrag innan det når havet efter 392 kilometer. Avrinningsområdet består mestadels av skog (75 procent) och kalfjäll (20 procent). Avrinningsområdet har 0,19 kvadratkilometer vattenytor vilket ger det en sjöprocent på 2,5 procent.